# La fuente amarilla
La fuente amarilla és una pel·lícula espanyola d'intriga de 1999 sobre la màfia xinesa a Espanya, dirigida per Miguel Santesmases.

## Argumento
La Font Groga és una vella llegenda xinesa que fa referència a la deu al qual beuran els morts i on viuen feliços per sempre. Això serveix d'excusa per fer un viatge a les interioritats de la màfia xinesa a Espanya: una jove anomenada Lola intenta esbrinar qui va matar als seus pares, xinès ell i espanyola ella. Lola va veure com els tirotejaven i en la seva cerca coneix a Sergio, un jove tímid, amb el qual intentarà infiltrar-se en la màfia xinesa per a investigar la mort de pares.

## Repartiment
- Eduardo Noriega - Sergio
- Silvia Abascal - Lola
- Miguel Hermoso Arnao - Carlos
- Carlos Wu - Wayne
- Chuen Lam - Fong
- Tony Lam - Liao Peng

## Nominacions i premis
Silvia Abascal fou nominada al Goya a la millor actriu revelació el 1999 i va obtenir el premi a la millor actriu al Festival de Cinema d'Espanya de Tolosa de Llenguadoc de 1999.